# The Doors

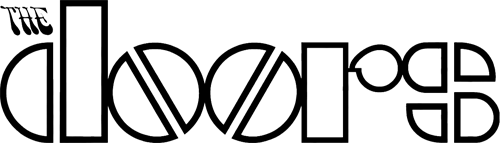
Logotyp zespołu

The Doors – amerykańska grupa rockowa powstała w lipcu 1965, rozwiązana w 1972 roku.

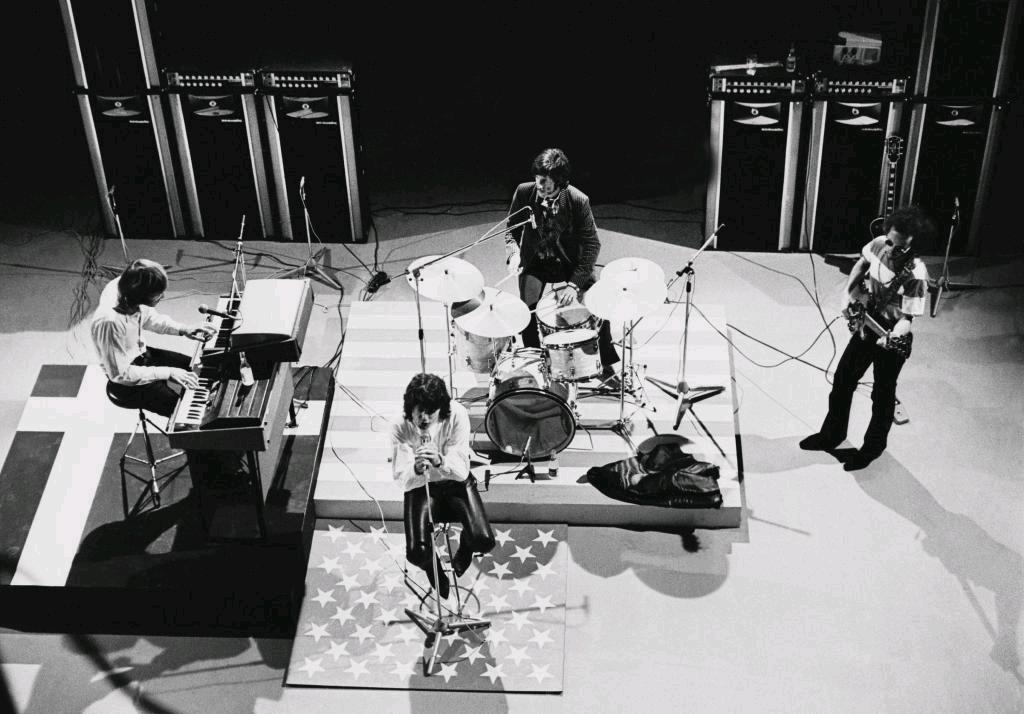
Zespół The Doors występujący dla duńskiej telewizji w 1968

## Historia zespołu

### Początki grupy: 1965–1966

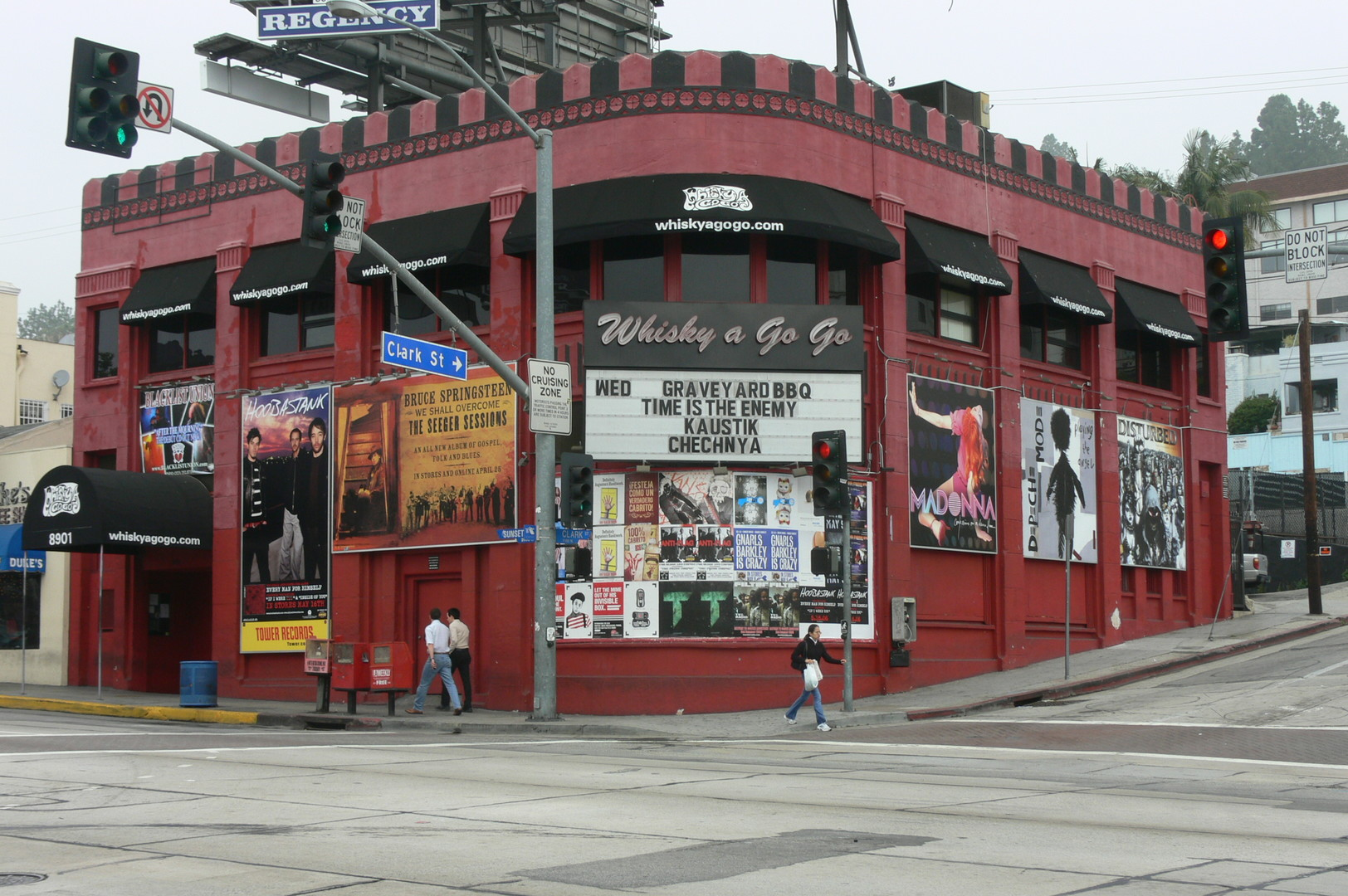
Bar Whisky i Go-Go, w którym The Doors wielokrotnie występowało.

Grupa wzięła swój początek od przypadkowego spotkania dwóch studentów szkoły filmowej Uniwersytetu Kalifornijskiego, Jima Morrisona i Raya Manzarka, na plaży w Venice, części Los Angeles. Znali się wcześniej ze szkoły, a Manzarek, który grał wtedy we własnym zespole, dostrzegał potencjał estradowy i muzyczny w Jimie. Często próbował wciągać go na scenę, gdy grał z zespołem, lecz Jim zbytnio się wstydził, aby wyjść na scenę i pokazać, co potrafi „Król Jaszczur”. Na pytanie Manzarka, co ma zamiar robić po skończeniu szkoły, Morrison odpowiedział, że pisać piosenki. Gdy ten klęcząc obok Manzarka zaśpiewał Moonlight Drive Manzarek, pianista o klasycznym profilu muzycznego wykształcenia, postanowił założyć zespół. Zaprosił do współpracy swoich dwóch przyjaciół-muzyków: jazzowego gitarzystę, specjalizującego się we flamenco, Robby’ego Kriegera i także jazzowego perkusistę, Johna Densmore’a. W ten sposób powstał zespół The Doors.
Sama nazwa zaczerpnięta była z tytułu książki Aldousa Huxleya The Doors of perception – „Drzwi percepcji”, zainspirowanego z kolei słowami Williama Blake’a: „Gdyby bramy percepcji zostały otwarte, wszystko ujawniłoby się człowiekowi takim, jakim jest – nieskończonym”. Nazwa „The Doors” była jedynym wymogiem Jima gdy Ray namówił go na sformowanie zespołu.
Niezwykle równa, oszczędna i precyzyjna gra zespołu, pełna długich instrumentalnych pasaży, stała się tłem dla charyzmatycznego Morrisona. Jego silny i dramatyczny baryton, w połączeniu z poetyckimi tekstami i sceniczną osobowością, uczynił grupę sławną z dnia na dzień. Zespołowi udało się przełamać wszelkie bariery. Psychodeliczne brzmienie odpowiadało popularnym trendom swego czasu. Bliskie jazzowej precyzji wykonanie zadowalało największych koneserów, głębokie, tajemnicze i bardzo osobiste teksty Morrisona z równą łatwością trafiały do młodzieży, jak i miłośników wyrafinowanej poezji.

### 1967–1971

#### 1967:The Doors
W sierpniu 1966 roku zespół nagrał debiutancki longplay nazwany The Doors. Pierwszy singel Break on Through (To the Other Side) został niemalże niezauważony, drugi natomiast Light My Fire stał się przebojem sprzedając się w liczbie ponad miliona egzemplarzy. Singel Light My Fire został skrócony o część instrumentalnego solo.  Album The Doors do roku 2020 rozszedł się w nakładzie ponad 20 milionów egzemplarzy.

#### 1967:Strange Days
Druga płyta studyjna zespołu była mniej spontaniczna, ale utrzymana była w takim samym klimacie. Ostatnia ścieżka, dramatyczny utwór When the Music’s Over była jak The End. Morrison uznany został za dzikiego szamana rocka. Album sprzedał się również dzięki utworom Love Me Two Times, Moonlight Drive czy People Are Strange.
Zespół stawał się coraz bardziej idolem amerykańskiej młodzieży.

#### 1968:Waiting for the Sun
Podczas przygotowywania trzeciego longplaya Morrison miał coraz większe problemy z alkoholem i praca w studiu była trudna dla zespołu. Na płycie znalazły się takie utwory jak Hello, I Love You, Love Street, The Unknown Soldier. Płyta jako jedyny longplay zespołu stała się jednocześnie numerem jeden w Stanach Zjednoczonych i Wielkiej Brytanii.
Popularność grupy rosła, zespół grał wiele koncertów, na których dochodziło do incydentów. We wrześniu 1968, podczas jednego z koncertów w Amsterdamie, występ odwołano z powodu zapaści lidera zespołu, spowodowanej zażyciem haszyszu popitego alkoholem.

#### 1969:The Soft Parade
W 1969 roku grupa podjęła próby zmiany stylu swojej muzyki poprzez aranżacje orkiestrowe i wprowadzenie sekcji instrumentów dętych na płycie The Soft Parade. Jednak na wczesnym etapie produkcji zaniechano wprowadzania zmian. 
Podczas tournée grupy doszło do incydentu z Jimem Morrisonem w roli głównej. W czasie koncertu 1 marca 1969 w Miami Morrison według sądu miał sprośnie i lubieżnie zachowywać się w miejscu publicznym poprzez obnażanie się, symulowanie masturbacji i oralnego seksu. Naraził się w ten sposób wielu organizatorom koncertów. Planowanie dalszych koncertów stawało się niemożliwe z powodu konieczności stawiania się na rozprawach. W kwietniu tego samego roku został aresztowany przez FBI pod zarzutem próby umknięcia sądowi w Miami. Sprawę jednak umorzono z powodu braku dowodów. W 2010 został pośmiertnie ułaskawiony na wniosek ówczesnego gubernatora Florydy Charliego Crista.

#### 1970:Morrison Hotel
Dobrym powrotem był wydany w 1970 roku album Morrison Hotel. Płyta zawiera kolejny hit Waiting for the Sun. Cały longplay jest inny niż pozostałe. Bardziej pogodny i optymistyczny zawiera miłosne ballady.
Lato 1970 roku było dla całego zespołu bardzo pracowite z powodu licznych koncertów, których finałem był występ 29 sierpnia na Isle of Wight Festival. Wystąpili tam też m.in. Jimi Hendrix, The Who, Joni Mitchell, Miles Davis i Sly and the Family Stone.

#### 1971:L.A. Woman
W 1970 roku Paul A. Rothchild zrezygnował z bycia producentem – jak się okazało – ostatniej płyty Doorsów z Morrisonem. Przyczyną jego odejścia były narastające problemy Jima z alkoholem oraz zmiana kierunku w jakim podążała muzyka The Doors. Płytę L.A. Woman muzycy The Doors wyprodukowali samodzielnie przy współpracy dźwiękowca Bruce’a Botnicka. Jim Morrison jeszcze przed premierą wyjechał do Paryża, definitywnie kończąc swoją współpracę z The Doors. Jego ostatnim kontaktem z The Doors była rozmowa telefoniczna z Johnem Densmore’em (z którym wśród członków zespołu miał najgorszy kontakt), w której to pytał o powodzenie ostatniego albumu, cieszącego się sporym zainteresowaniem. Jim był bardzo zadowolony z wieści jakie przekazał mu Densmore. Również podczas tej rozmowy wyjawił, iż napisał trochę nowego materiału, który, jak twierdził, mógłby przynieść im spory sukces (w tym czasie Densmore, jak pisał w swojej autobiografii „Riders on the Storm”, do ewentualnej ponownej współpracy z Jimem podchodził już raczej niechętnie, gdyż miał dość jego pijackich wybryków). Jim nie zdołał dotrzymać danego słowa o powrocie z powodu swojej nagłej śmierci. Ostatnią piosenką nagraną przed śmiercią Jima był utwór Riders on the Storm.

### 1971–1989
Karierę grupy przerwała przedwczesna śmierć jej frontmana, Jima Morrisona w lipcu 1971. Co prawda po jego śmierci, jako trio nagrała jeszcze dwa albumy (Other Voices i Full Circle), lecz bez charyzmatycznego wokalisty (śpiewali Manzarek i Krieger) nie była już w stanie odzyskać poprzedniej popularności.
Wyjątkowym albumem w historii grupy jest American Prayer, wydany w 1978 roku. Jest on wyprodukowany na podstawie archiwalnych taśm z nagraniami Morrisona recytującego swe poezje z dograną w tle muzyką trio instrumentalnego.

### od 1990 do dziś
Dzisiaj muzyka The Doors jest nadal popularna, a wydawnictwo Bright Midnight wciąż wydaje nowe płyty koncertowe z archiwalnymi nagraniami.
W 2013 roku, żyjący członkowie grupy gościnnie udzielili się na płycie Tech N9ne’a zatytułowanej „Something else” w utworze „Strange 2013”. Wykorzystano tam również wokale nieżyjącego Jima Morrisona jako refren utworu.
Wśród gatunków muzycznych reprezentowanych przez zespół wymieniano m.in. acid rock, psychodeliczny rock, blues rock i jazz rock.

#### FilmThe Doors
W 1991 roku na ekrany kin wszedł film Olivera Stone’a pt. The Doors, w którym w główną rolę samego Morrisona wcielił się Val Kilmer. Film nie zachwycił żyjących członków zespołu: Ray Manzarek: „Film jest okropny! To wcale nie jest Jim Morrison! Film The Doors jest bardzo dobry, ale zupełnie nie przedstawia Jima, który został sportretowany jako ktoś nieustannie pijany. A tymczasem Jim Morrison był artystą, był poetą. Oczywiście, że pił, ale nie robił tego na okrągło i wcale się z tym tak ostentacyjnie nie obnosił. To był inteligentny, bardzo oczytany człowiek! A przy tym bardzo zabawny, a tymczasem w filmie The Doors nikt się ani razu nie śmieje. To bez sensu – myśmy się naprawdę świetnie bawili. Dlatego nie mogę się zgodzić z takim obrazem. Jest nieprawdziwy.”.

#### The Doors of the 21st Century / Manzarek–Krieger
W 2002 roku Manzarek z Kriegerem postanowili wznowić działalność grupy jako The Doors of the 21st Century. Planowali też zaprosić Densmore’a, ten jednak z powodu choroby nie zgodził się na dalszą grę. Sprzeciwił się nawet używaniu nazwy The Doors, wobec czego zespół grał czasami jako Riders on the Storm lub Ray Manzarek and Robby Krieger of the Doors. Do muzyków dołączyli Ian Astbury (wokal), Angelo Barbera (bas) oraz były członek The Police, Stewart Copeland. W 2005 roku Barberę zastąpił Phil Chen, a w 2007 roku w zamian za Astbury’ego i Copelanda wstąpili Brett Scallions i Ty Dennis.

#### Występy w Polsce
W 2012 Ray Manzarek zagrał w poznańskim klubie Eskulap z Royem Rodgersem w ramach promocji ich wspólnego albumu Translution Band. Zespół Ray Manzarek & Robbie Krieger zagrał też w 2012 na podsłupskim Festiwalu Legend Rocka.

#### Śmierć Manzarka
Ray Manzarek zmarł w niemieckim mieście Rosenheim 20 maja 2013 roku, mając 74 lata. Chorował na nowotwór przewodów żółciowych. Po śmierci muzyka zakończono działalność zespołu Manzarek–Krieger.

## Skład

### Klasyczny skład
- Jim Morrison – śpiew (1965–1971, zmarły)
- Ray Manzarek – instrumenty klawiszowe, syntezator gitary basowej (1965–1972, zmarły)
- Robby Krieger – gitara (1965–1972)
- John Densmore – perkusja (1965–1972)

### Skład The Doors of the 21st Century / Manzarek–Krieger

#### Członkowie
- Ray Manzarek – instrumenty klawiszowe (2002–2013)
- Robby Krieger – gitara (2002–2013)
- Ian Astbury – wokal (2002–2007)
- Angelo Barbera – gitara basowa (2002–2004)
- Stewart Copeland – perkusja (2002–2003)
- Brett Scallions – wokal, gitara (2007–2010)
- Ty Dennis – perkusja (2003–2013)
- Phil Chen – gitara basowa (2004–2013)
- Dave Brock – wokal (2010–2013)
- Miljenko Matijevic – wokal (2010)

## Dyskografia

### Płyty studyjne
- The Doors (1967)
- Strange Days (1967)
- Waiting for the Sun (1968)
- The Soft Parade (1969)
- Morrison Hotel (1970)
- L.A. Woman (1971)
- Other Voices (1971)
- Full Circle (1972)
- American Prayer (1978) – zapis wierszy Jima pod podkład muzyczny reszty grupy

### Płyty koncertowe
- Absolutely Live (1970)
- Alive She Cried (1983) – odnalezione archiwalne taśmy w większości pochodzące ze spotkania Jima z Vanem Morrisonem oraz z koncertu
- Live At The Hollywood Bowl (1987)
- In Concert (1991)
- Live in Hollywood (2002)

### Kompilacje
- 13 (1970)
- The Best of The Doors (1973)
- The Best of The Doors (1985)
- The Best of The Doors (2000)
- The Very Best of The Doors (2001)
- Legacy: The Absolute Best (2003)
- The Very Best of The Doors (2007)

### Boxsety
- The Doors – Box Set (1997) – 4 płyty plus książeczka – ekskluzywne wydanie

## Nagrody, pozycje na listach przebojów i rekordy
- 1993 grupa została wprowadzona do Rock and Roll Hall of Fame[11].
- Piosenki Light My Fire i The End zostały umieszczone na liście „500 piosenek które ukształtowały rock”, utworzonej przez Rock and Roll Hall of Fame.

| Albumy na liście The Billboard 200 | Albumy na liście The Billboard 200 | Albumy na liście The Billboard 200 |
| Rok                                | Album                              | Pozycja                            |
| ---------------------------------- | ---------------------------------- | ---------------------------------- |
| 1967                               | The Doors                          | 2                                  |
| 1967                               | Strange Days                       | 3                                  |
| 1968                               | Waiting For The Sun                | 1                                  |
| 1969                               | The Soft Parade                    | 6                                  |
| 1970                               | Absolutely Live                    | 8                                  |
| 1970                               | Morrison Hotel/Hard Rock Cafe      | 4                                  |
| 1971                               | 13                                 | 25                                 |
| 1971                               | L.A. Woman                         | 9                                  |
| 1971                               | Other Voices                       | 31                                 |
| 1972                               | Full Circle                        | 68                                 |
| 1972                               | Weird Scenes Inside The Gold Mine  | 55                                 |
| 1973                               | The Best Of The Doors              | 158                                |
| 1979                               | An American Prayer – Jim Morrison  | 54                                 |
| 1980                               | The Doors Greatest Hits            | 17                                 |
| 1983                               | Alive, She Cried                   | 23                                 |
| 1984                               | Alive, She Cried                   | 32                                 |
| 2003                               | Legacy: The Absolute Best          | 63                                 |
| 2004                               | Alive, She Cried                   | 14                                 |
| 2004                               | Classics                           | 14                                 |
| 2004                               | In Concert                         | 14                                 |
| 2004                               | Live at the Hollywood Bowl         | 14                                 |
| 2004                               | The Best of the Doors [1985]       | 14                                 |
| 2004                               | The Doors Box Set                  | 14                                 |
| 2004                               | The Doors                          | 14                                 |
| 2004                               | The Greatest Hits [LP]             | 14                                 |
| 2004                               | The Very Best of the Doors         | 14                                 |

| Single na liście The Billboard Hot 100 | Single na liście The Billboard Hot 100 | Single na liście The Billboard Hot 100 |
| Rok                                    | Singel                                 | Pozycja                                |
| -------------------------------------- | -------------------------------------- | -------------------------------------- |
| 1967                                   | Light My Fire                          | 1                                      |
| 1967                                   | People Are Strange                     | 12                                     |
| 1968                                   | Hello, I Love You                      | 1                                      |
| 1968                                   | Light My Fire                          | 87                                     |
| 1968                                   | Love Me Two Times                      | 25                                     |
| 1968                                   | The Unknown Soldier                    | 39                                     |
| 1969                                   | Runnin’ Blue                           | 64                                     |
| 1969                                   | Tell All The People                    | 57                                     |
| 1969                                   | Touch Me                               | 3                                      |
| 1969                                   | Wishful Sinful                         | 44                                     |
| 1970                                   | Roadhouse Blues                        | 50                                     |
| 1970                                   | You Make Me Real                       | 50                                     |
| 1971                                   | Love Her Madly                         | 11                                     |
| 1971                                   | Riders On The Storm                    | 14                                     |
| 1971                                   | Tightrope Ride                         | 71                                     |
| 1984                                   | Gloria                                 | 71                                     |